# Lisa Schol
Lisa Schol (Lochem, 12 november 1999) is een Nederlands (musical)actrice en zangeres.

## Biografie
Schol werd geboren tussen Zutphen en Lochem. Ze behaalde haar tweetalige opleiding certificaat en HAVO diploma bij het Isendoorn College in Warnsveld) en studeerde de muziekopleiding aan de Hogeschool Codarts in Rotterdam. Toen de coronapandemie aanbrak, bood het Wilminktheater in Enschede haar en een aantal klasgenoten aan om in een aantal kerstproducties te spelen. In 2023 speelde Schol een hoofdrol in de musical Melk. Op de Musical Awards 2024 won Schol een award in de categorie Aanstormend talent. Een maand later werd Schol gecast in de theaterproductie De geheime bende van Losser. Schol speelt de rol van Caro, die het werk van zendpiraat Willem, gespeeld door André Manuel, overneemt. Naast deze rol, zong Schol ook de titelsong De Stem van de piraat in de theaterproductie.

## Musicals
| Jaar | Titel                       | Rol            |
| ---- | --------------------------- | -------------- |
| 2022 | Soldaat van Oranje          |                |
| 2022 | Zodiac                      |                |
| 2023 | Scrooge de musical          | Mary Cratchitt |
| 2023 | Melk                        |                |
| 2024 | De geheime bende van Losser | Caro           |
| 2025 | Dear Evan Hansen            | Zoë Murphy     |